# Kirker i Randers Amt
Randers Amt oprettedes i 1793 og bestod til kommunalreformen i 1970.

## Djurs Nørre Herred
- Anholt Kirke
- Enslev Kirke
- Fjellerup Kirke
- Ginnerup Kirke
- Gjerrild Kirke
- Glesborg Kirke
- Grenaa – Grenaa Kirke
- Grenaa – Simon Peters Kirke
- Hammelev Kirke
- Hemmed Kirke
- Karlby Kirke
- Kastbjerg Kirke
- Nimtofte Kirke
- Rimsø Kirke
- Stenvad Kirke i Stenvad Sogn
- Tøstrup Kirke
- Veggerslev Kirke
- Villersø Kirke
- Voldby Kirke
- Ørum Kirke

## Djurs Sønder Herred
- Albøge Kirke
- Ebdrup Kirke
- Feldballe Kirke
- Fuglslev Kirke
- Hoed Kirke
- Homå Kirke (Homaa)
- Hyllested Kirke
- Kolind Kirke
- Lyngby Kirke
- Trustrup Kirke – Lyngby Sogn
- Nødager Kirke
- Rosmus Kirke
- Tirstrup Kirke
- Vejlby Kirke
- Ålsø Kirke (Aalsø)

## Galten Herred
- Hadbjerg Kirke
- Halling Kirke
- Haslund Kirke
- Laurbjerg Kirke
- Lerbjerg Kirke
- Nørre Galten Kirke
- Rud Kirke
- Sankt Pauls Kirke – Hadsten Sogn
- Værum Kirke
- Vissing Kirke
- Voldum Kirke
- Johanneskirken – Vorup Sogn
- Ødum Kirke
- Ølst Kirke
- Ørum Kirke

## Gjerlev Herred
- Dalbyneder Kirke
- Dalbyover Kirke
- Enslev Kirke
- Gjerlev Kirke
- Kastbjerg Kirke
- Kærby Kirke
- Råby Kirke
- Sødring Kirke
- Udbyneder Kirke
- Havndal Kirke – Udbyneder Sogn
- Vindblæs Kirke
- Øster Tørslev Kirke

## Mols Herred
- Agri Kirke
- Dråby Kirke
- Ebeltoft Kirke
- Egens Kirke
- Handrup Kirke i Dråby Sogn, Handrup Sogn, Ebeltoft-Dråby-Handrup Sogn
- Helgenæs Kirke
- Knebel Kirke
- Vrinners Kirke – Rolsø Sogn
- Tved Kirke
- Vistoft Kirke

## Nørhald Herred
- Asferg Kirke
- Fårup Kirke (Faarup)
- Gassum Kirke
- Glenstrup Kirke
- Hald Kirke
- Kousted Kirke
- Linde Kirke
- Spentrup Kirke
- Tvede Kirke
- Vester Tørslev Kirke

## Onsild Herred
- Falslev Kirke
- Assens Kirke – Falslev Sogn
- Hem Kirke
- Hobro Kirke
- Hvornum Kirke
- Mariager Kirke
- Nørre Onsild Kirke
- Sem Kirke
- Skjellerup Kirke
- Snæbum Kirke
- Svenstrup Kirke
- Sønder Onsild Kirke

## Rougsø Herred
- Udby Kirke
- Holbæk Kirke
- Voer Kirke
- Estruplund Kirke
- Ørsted Kirke

## Støvring Herred
- Albæk Kirke
- Borup Kirke
- Gimming Kirke
- Harridslev Kirke
- Lem Kirke
- Mellerup Kirke
- Mellerup Valgmenighedskirke
- Randers – Dronningborg Kirke
- Randers – Enghøj Kirke
- Randers – Randers Klosterkirke i Sankt Mortens Sogn (Randers Kommune)
- Randers – Sankt Andreas Kirke
- Randers – Sankt Clemens Kirke
- Randers – Sankt Mortens Kirke
- Randers – Sankt Peders Kirke
- Råsted Kirke
- Støvring Kirke
- Støvringgaard Kloster Kirke

## Sønderhald Herred
- Auning Kirke
- Essenbæk Kirke
- Fausing Kirke
- Gjesing Kirke
- Hvilsager Kirke
- Hørning Kirke
- Karlby Kirke
- Koed Kirke
- Kristrup Kirke
- Lime Kirke
- Marie Magdalene Kirke
- Pindstrup Kirke – Marie Magdalene Sogn
- Mygind Kirke
- Nørager Kirke
- Skader Kirke
- Skørring Kirke
- Søby Kirke
- Vejlby Kirke
- Vester Alling Kirke
- Virring Kirke
- Vivild Kirke
- Årslev Kirke (Aarslev)
- Øster Alling Kirke

## Øster Lisbjerg Herred
- Bregnet Kirke
- Egå Kirke
- Hjortshøj Kirke
- Hornslet Kirke
- Mejlby Kirke
- Mørke Kirke
- Skarresø Kirke
- Skæring Kirke i Skæring Sogn
- Skødstrup Kirke
- Thorsager Kirke
- Todbjerg Kirke